# Caloptilia baringi
Caloptilia baringi là một loài bướm đêm thuộc họ Gracillariidae. Nó được tìm thấy ở Brunei, Ấn Độ (Sikkim), Indonesia (Sulawesi) và Malaysia (Sabah).